# Жан-Філіпп Дюран
Жан-Філі́пп Дюра́н (фр. Jean-Philippe Durand; народився 11 листопада 1960; Ліон, Франція) — колишній французький футболіст, півзахисник. Захищав кольори національної збірної Франції, у складі якої брав участь у Чемпіонаті Європи 1992 р.

## Національна збірна Франції
Дюран захищав кольори національної збірної Франції з 1988-1992 рр., в складі якої вперше вийшов на поле під керівництвом Анрі Мішеля у товариській зустрічі проти команди Іспанії 23 березня 1988 року в Бордо на «Парк Лескюр», французька збірна перемогла з рахунком 2-1. Останню гру провів у відбірковій зустрічі до Чемпіонату Світу 1994 проти команди Фінляндії 14 листопада 1992 року в Парижі на «Парк де Пренс», французька збірна перемогла з рахунком 2-1 завдяки голам Папена та Кантона. Загалом в складі збірної провів 26 поєдинків.

## Досягнення
- «Марсель»
  - Ліга чемпіонів УЄФА (1): 1992-93
  - Ліга 1 (1): 1991-92
  - Ліга 2 (1): 1994-95

## Статистика
Дані станом на 24 березня 2009 р.
| Сезон   | Клуб      | Країна  | Ліга   | Матчі | Хвилини | Голи | Передачі |   |   |
| ------- | --------- | ------- | ------ | ----- | ------- | ---- | -------- | - | - |
| 1981–82 | «Тулуза»  | Франція | Ліга 2 | 14    | -       | 3    | -        | - | - |
| 1982–83 | «Тулуза»  | Франція | Ліга 1 | 12    | -       | 3    | -        | - | - |
| 1983–84 | «Тулуза»  | Франція | Ліга 1 | 35    | -       | 4    | -        | - | - |
| 1984–85 | «Тулуза»  | Франція | Ліга 1 | 36    | -       | 2    | -        | - | - |
| 1985–86 | «Тулуза»  | Франція | Ліга 1 | 30    | -       | 3    | -        | - | - |
| 1986–87 | «Тулуза»  | Франція | Ліга 1 | 29    | -       | 7    | -        | - | - |
| 1987–88 | «Тулуза»  | Франція | Ліга 1 | 15    | -       | 1    | -        | - | - |
| 1988–89 | «Тулуза»  | Франція | Ліга 1 | 24    | -       | 3    | -        | - | - |
| 1989–90 | «Бордо»   | Франція | Ліга 1 | 30    | -       | 1    | -        | - | - |
| 1990–91 | «Бордо»   | Франція | Ліга 1 | 32    | -       | 1    | -        | - | - |
| 1991–92 | «Марсель» | Франція | Ліга 1 | 27    | -       | 2    | -        | - | - |
| 1992–93 | «Марсель» | Франція | Ліга 1 | 30    | -       | 0    | -        | - | - |
| 1993–94 | «Марсель» | Франція | Ліга 1 | 31    | -       | 2    | -        | - | - |
| 1994–95 | «Марсель» | Франція | Ліга 2 | 32    | -       | 1    | -        | - | - |
| 1995–96 | «Марсель» | Франція | Ліга 2 | 23    | -       | 1    | -        | - | - |
| 1996–97 | «Марсель» | Франція | Ліга 1 | 26    | -       | 4    | -        | - | - |